# Mitrella argus
Mitrella argus är en snäckart som beskrevs av D'Orbigny 1842. Mitrella argus ingår i släktet Mitrella och familjen Columbellidae. Inga underarter finns listade i Catalogue of Life.